# Albert Darcq
Albert Darcq, nacido el año 1848 en Lille y fallecido en 1895 en la misma ciudad, fue un escultor francés. 

## Datos biográficos
Alumno de Alphonse Colas en las escuelas académicas de Lille, posteriormente de Jules Cavelier en la Escuela de Bellas Artes de París; Albert Darcq participó regularmente en los salones parisinos de 1874 a 1892. De 1875 hasta su fallecimiento, en 1895, fue profesor en las escuelas académicas liliotas, teniendo como alumnos entre otros a Edgar Boutry y Hyppolyte Lefèvre. En 1886, fue nombrado director del primer museo de escultura de Lille, puesto que ocupó hasta 1895.

## Obras
Albert Darcq realizó numerosos encargos públicos en Lille, destacando en particular los frontones del Palacio Rameau (fr) y de la facultad de medicina. Es igualmente el autor de los bustos del patio interior de la antigua bolsa de Lille (del francés: Vieille Bourse). El palacio de las Bellas Artes de Lille conserva muchas de sus obras, entre ellas algunos bustos.

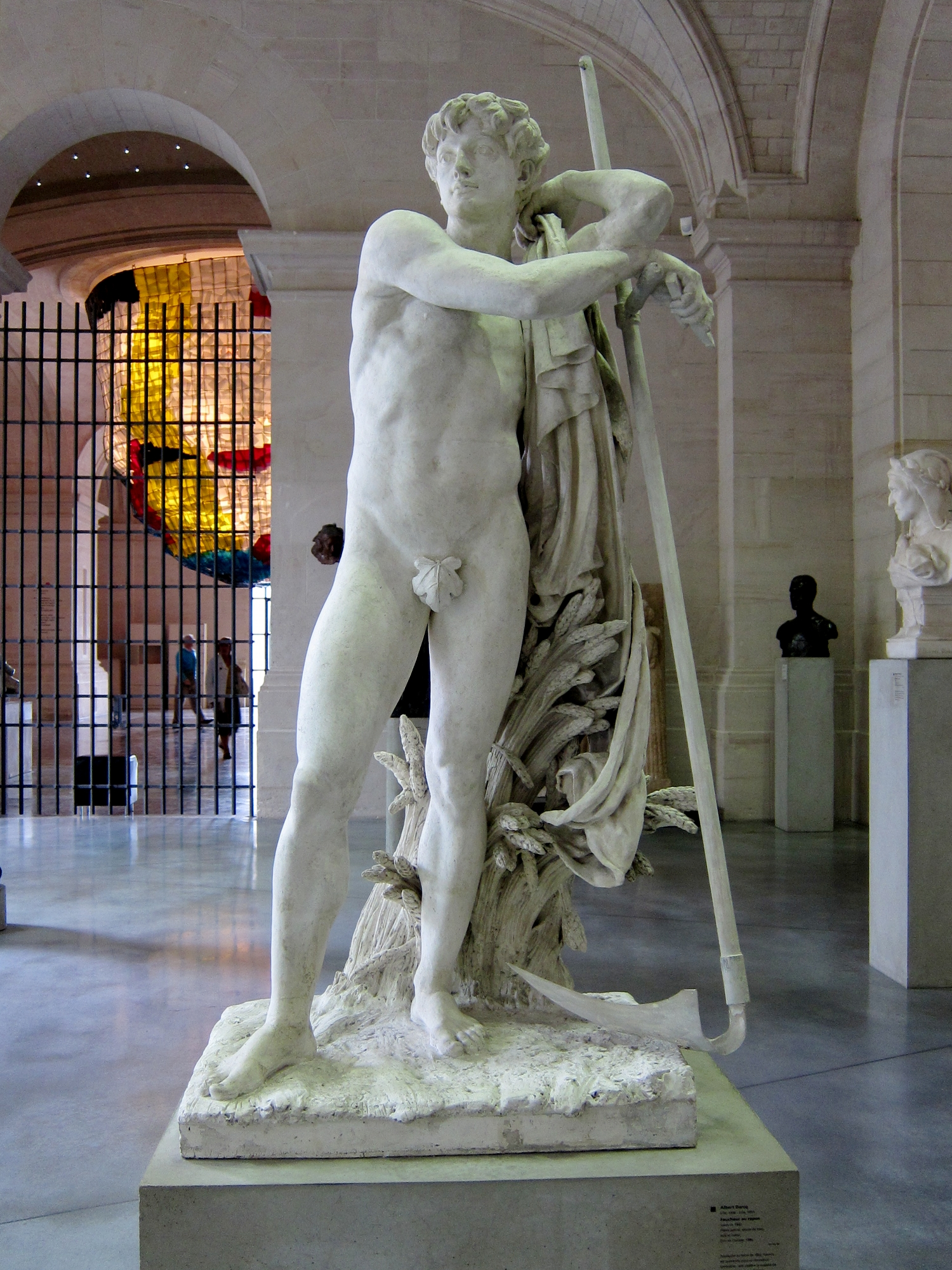
Segador descansando Faucheur au repos en el Palacio de Bellas Artes de Lille.
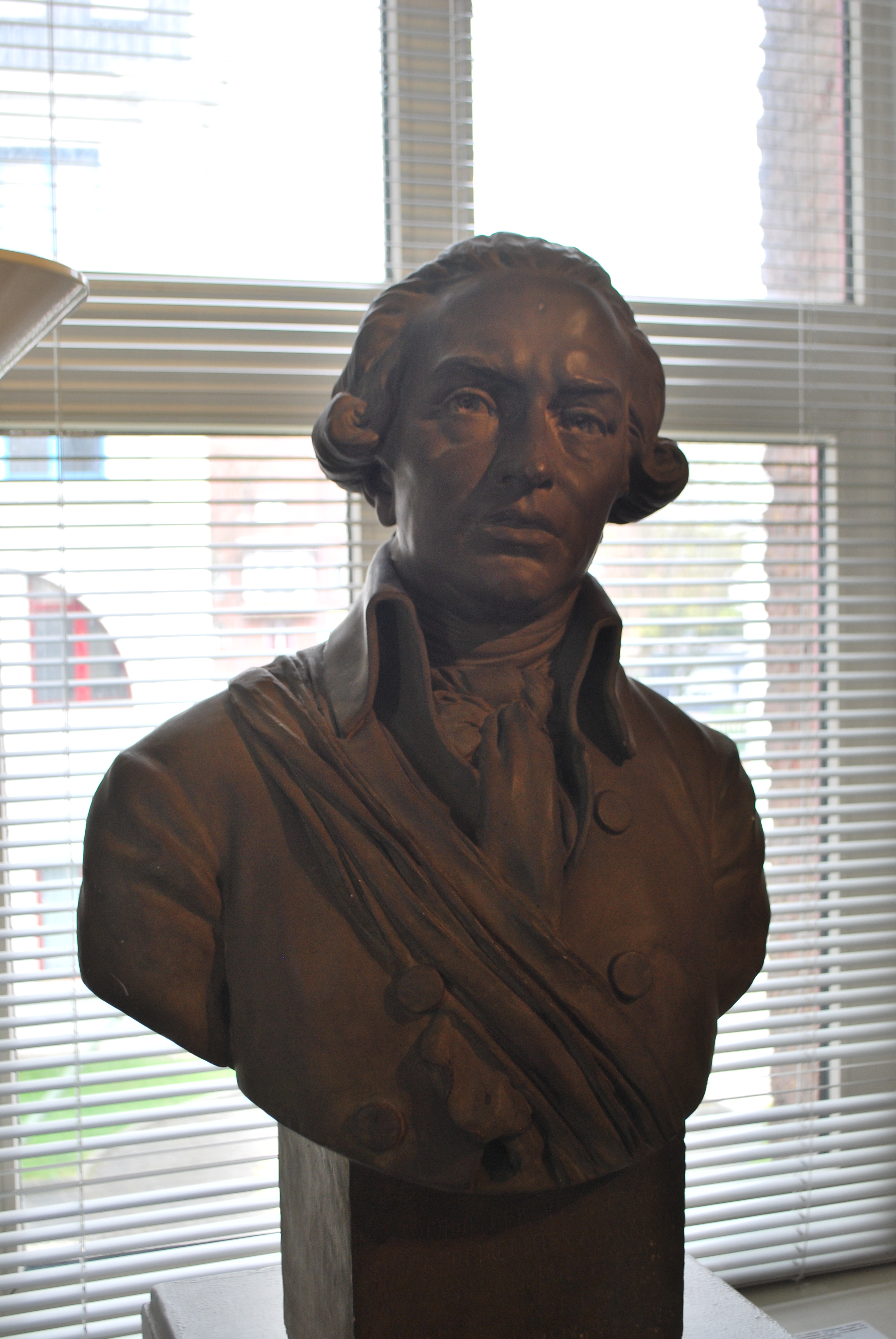
Busto de François André Bonte en el Musée des Canonniers
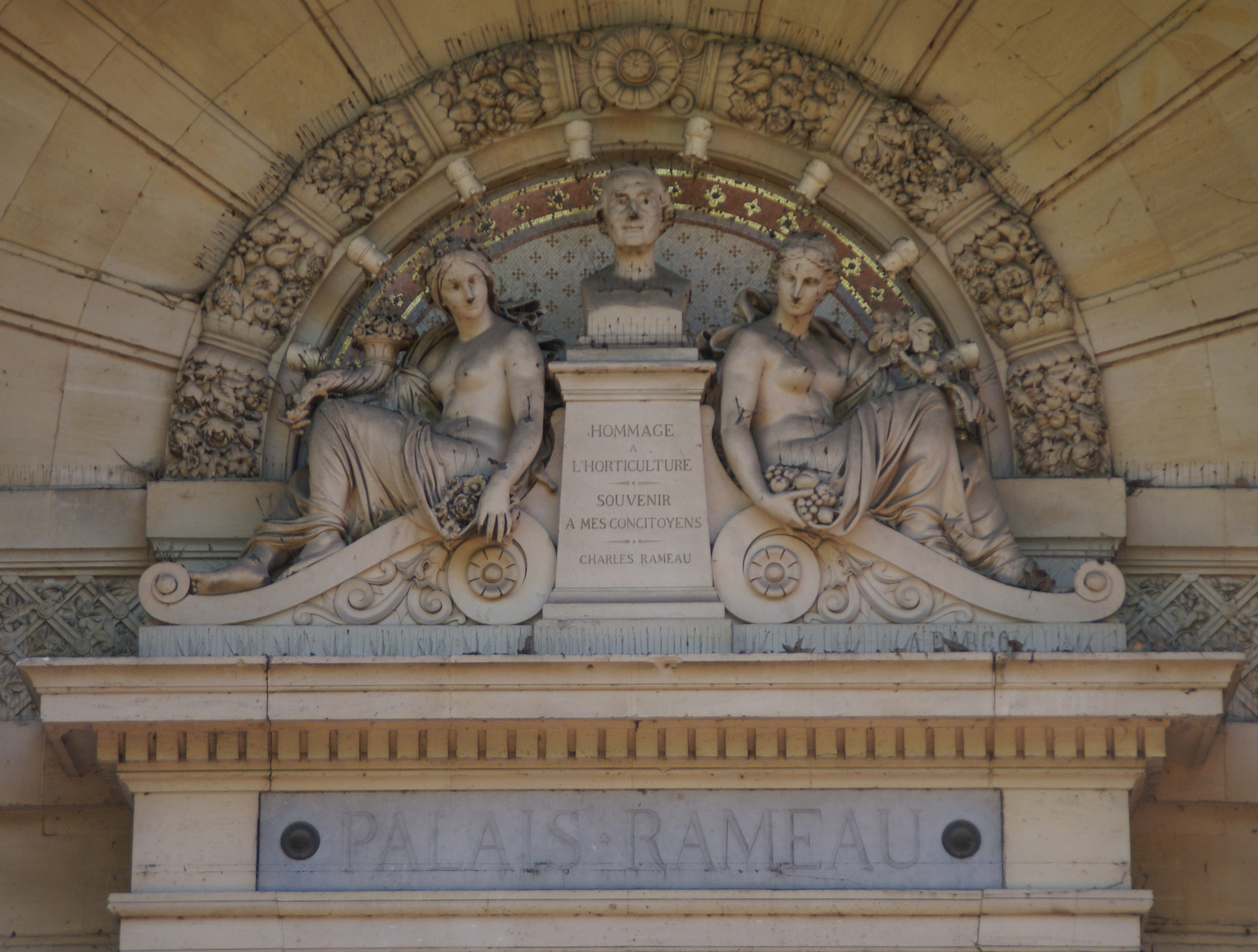
Frontón del Palacio Rameau.